# Canadian Economics Association
Die Canadian Economics Association respektive Association canadienne d’économique ist eine kanadische Vereinigung von Wirtschaftswissenschaftlern. Ziel der Organisation ist der wissenschaftliche Austausch. 

## Aufbau
Die Organisation mit Sitz in St. Catharines gründete sich 1966. Sie wird von einem Komitee geleitet, das sich aus dem Präsidenten, dem Vizepräsidenten, dem designierten Präsidenten des Folgejahres sowie dem Vorgänger des amtierenden Präsidenten, dem Schatzmeister und zwölf weiteren Mitgliedern der Vereinigung zusammensetzt.

## Aktivitäten
Die Association stellt seit 1968 mit dem Canadian Journal of Economics und der Canadian Public Policy zwei Publikationsorgan zur Verfügung. Die Canadian Economics Association vergibt zwei Preise für hervorragende Artikel in diesen Zeitschriften: den Harry-Johnson-Preis für den besten Artikel im Canadian Journal of Economics des Vorjahres, den Robert-Mundell-Preis für den besten Artikel im Canadian Journal of Economics des Vorjahres, der von einem jungen Autor geschrieben worden ist, sowie den John-Vanderkamp-Preis für den besten Artikel im Canadian Public Policy des Vorjahres.
Seit 1995 richtet die Association die jährliche CEA-Konferenz aus. Sie findet im Sommer an wechselnden kanadischen Universitäten statt.
Darüber hinaus vergibt die Association die folgenden Preise:
- John Rae Prize
- Doug Purvis Memorial Prize
- CWEN/RFÉ Young Researcher Prize
- Mike McCracken Award for Economic Statistics
- CEA Distinguished Service Award
- Bank of Canada Graduate Student Paper Award

## Präsidenten
Die folgenden Ökonomen waren bzw. sind Präsidenten vor:
| - 1966–1967: Anthony Scott - 1967–1968: Grant Reuber - 1968–1969: Malcolm Charles Urquhart - 1969–1970: William Hood - 1970–1971: John Graham - 1971–1972: Harry Eastman - 1972–1973: Clarence Barber - 1973–1974: Roger Dehem - 1974–1975: John Dales - 1975–1976: John Cathcart Weldon - 1976–1977: Edward Safarian - 1977–1978: Scott Gordon - 1978–1979: Gideon Rosenbluth - 1979–1980: Tadek Matuszewski - 1980–1981: Richard Lipsey - 1981–1982: Ronald Wonnacott - 1982–1983: Douglas Hartle - 1983–1984: André Raynauld | - 1984–1985: Thomas Wilson - 1985–1986: John Helliwell - 1986–1987: Stephan Kaliski - 1987–1988: David Laidler - 1988–1989: Albert Breton - 1989–1990: James Melvin - 1990–1991: Marcel Boyer - 1991–1992: Thomas Courchene - 1992–1993: Richard Harris - 1993–1994: Peter Howitt - 1994–1995: Alice Nakamura - 1995–1996: Pierre Fortin - 1996–1997: Robin Boadway - 1997–1998: Michael Parkin - 1998–1999: Craig Riddell - 1999–2000: Lars Osberg - 2000–2001: Charles Blackorby - 2001–2002: James G. MacKinnon | - 2002–2003: Jean-Marie Dufour - 2003–2004: Curtis Eaton - 2004–2005: Barbara Spencer - 2005–2006: Gregor Smith - 2006–2007: Gérard Gaudet - 2007–2008: Aloysius Siow - 2008–2009: Ralph Winter - 2009–2010: James Brander - 2010–2011: Victoria Zinde-Walsh - 2011–2012: Mike Veall - 2012–2013: Georges Dionne - 2013–2014: Thomas Lemieux - 2014–2015: Russell Davidson - 2015–2016: Charles Beach - 2016–2017: Nancy Gallini1 - 2017–2018: Frances Woolley - 2018–2019: Angela Redish - 2019–2020: M. Scott Taylor |

1Jean-Yves Duclos war ursprünglich als Präsident vorgesehen, konnte aber das Amt nach seiner Berufung in das Kabinett von Justin Trudeau nicht antreten